# Steve Forrest
Steve Forrest (Turlock, Califórnia, 25 de setembro de 1986) é um baterista norte-americano. Foi o terceiro baterista da banda Placebo, sendo o seu antecessor Steve Hewitt(o qual deixou a banda no ano de 2007). Ao contrário dos dois últimos bateristas do Placebo, ele tocava com a mão direita e não com a esquerda. Steve deixou o Placebo em fevereiro de 2015, para se dedicar a trabalhos pessoais na música. Ele também é o compositor e vocalista da banda Planes. 